# ファンサービス
ファンサービス（英: Fan service）は、顧客に対して特別に行う行為やイベント。略してファンサということもある。
語源はファンへのサービスから。特に芸能人やスポーツ選手がファンに向けて行う行為がこう呼称される。握手やサインなど、ファンとの交流に積極的な著名人は「ファンサービスが良い」と称される。また、舞台上から行うファンサービスとしては観客へ向けた投げキッスなどが代表的。
公営競技などにおける主催者側による来場者への先着プレゼントなどもファンサービスと呼ぶ。
元は和製英語であるが、世界最大の英語辞典であるオックスフォード英語辞典に2024年の改訂より追加された。ただし「読者を喜ばせるために盛り込まれた創作物の要素で、しばしばヌードや性的なイメージを含む」と解説されており、原義と英語圏で用法が異なる。
映像メディアにおけるファンサービスについてはサービスカットを参照。